# Guillaume Eberhard

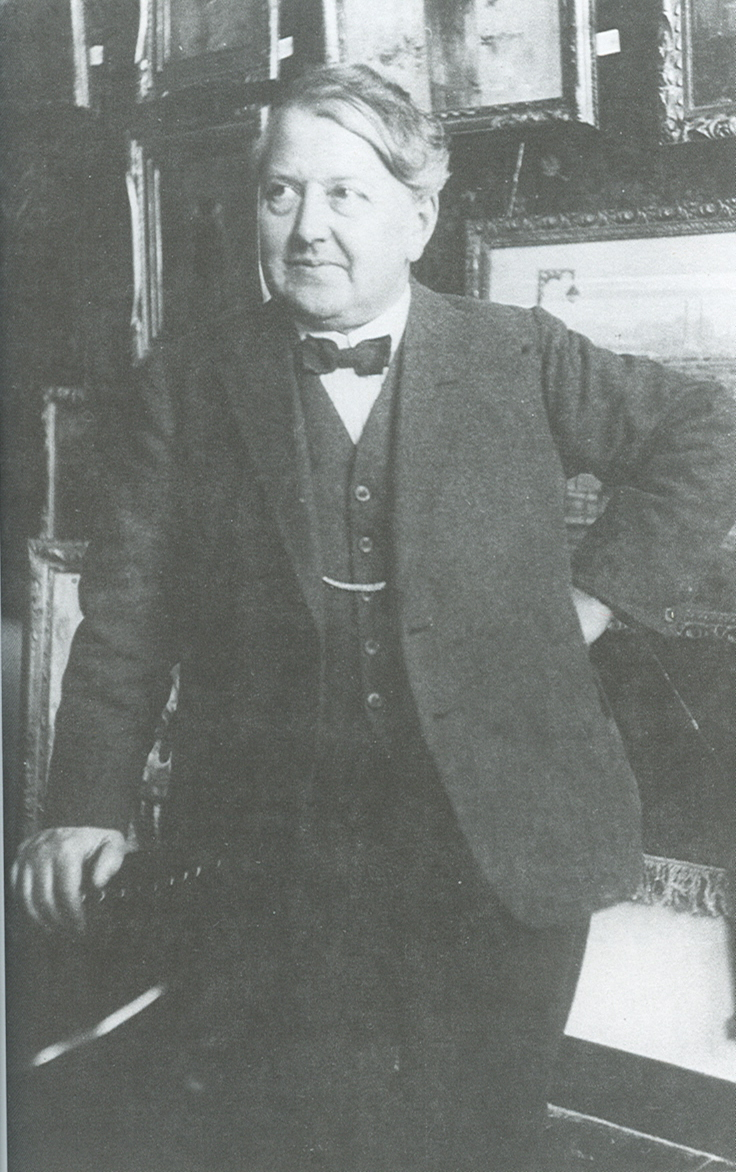
Guillaume Eberhard in 1920

Guillaume ("Giel") Eberhard (Maastricht, 14 oktober 1879 - Maastricht, 17 februari 1949) was een Limburgs kunstenaar en een van de oprichters van de Limburgse Kunstkring. 
Eberhard studeerde aanvankelijk aan de Tekenacademie in Antwerpen, waarna hij in 1903 zijn opleiding voortzette aan de Amsterdamse Rijksakademie van Beeldende Kunsten. Op die laatste academie was hij leerling van professor August Allebé en professor Carel Dake. 
In 1906 vestigde hij zich als zelfstandig kunstenaar in Maastricht. Hij schilderde met name landschappen, portretten en bloemstillevens. Ook maakte hij enkele schilderijen van aquaria, een vrij ongewoon onderwerp. Zijn stijl wordt als impressionistisch omschreven. Eberhard exposeerde zijn werk aanvankelijk regelmatig, zoals bij De Onafhankelijken en het Sint-Lucasgilde.
In 1910 richtte hij op Graaflands initiatief samen met collegakunstenaars Jan Bakhoven, Herman Gouwe, Rob Graafland, Henri Jonas, J. Van der Kooy, Jos Narinx en Vic Reinders de Limburgse Kunstkring op. Verder werkte hij als particulier docent voor onder meer Jan Bakhoven en Han Jelinger.

Werk van Guillaume Eberhard
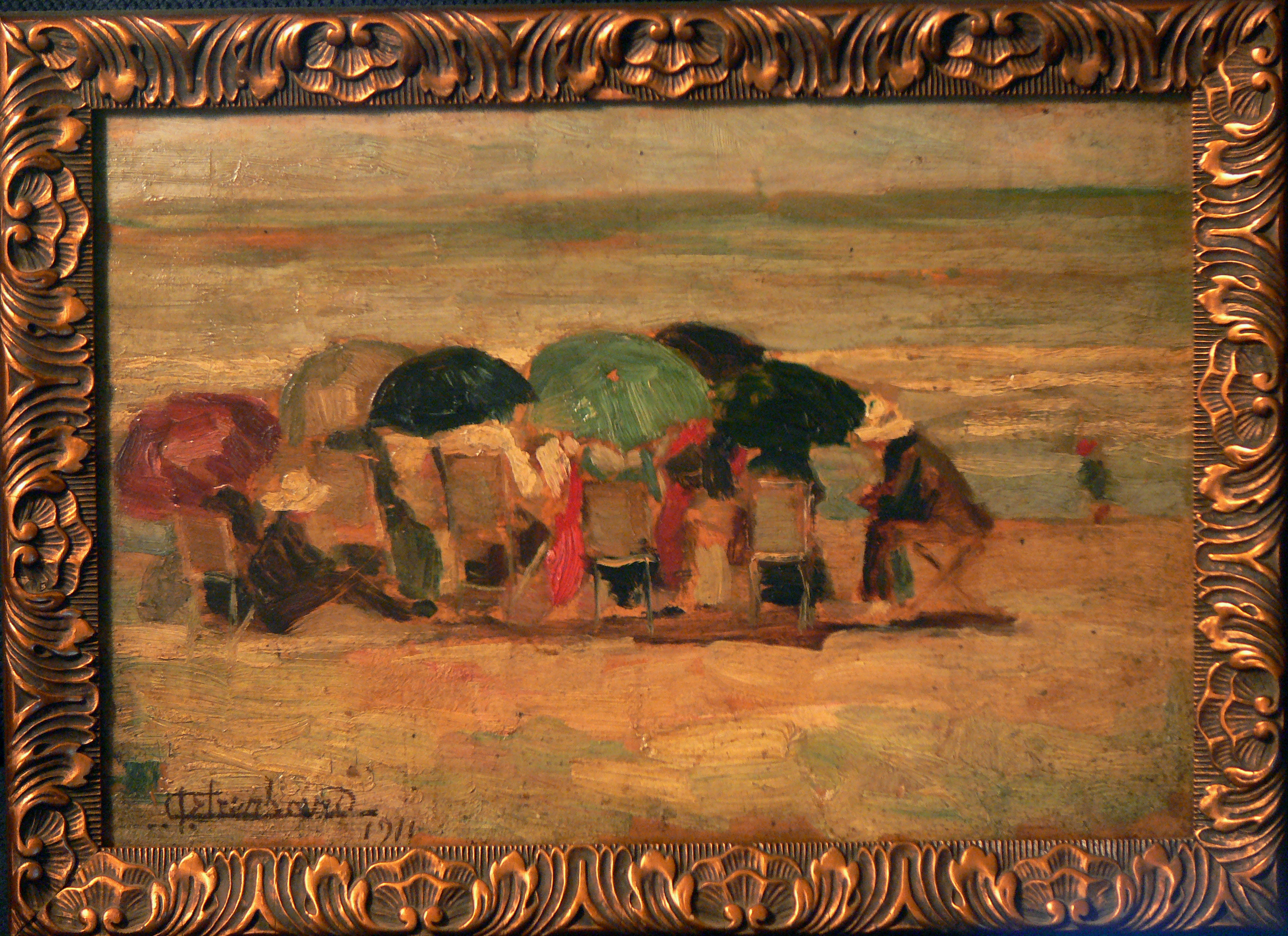
Strand (1911)
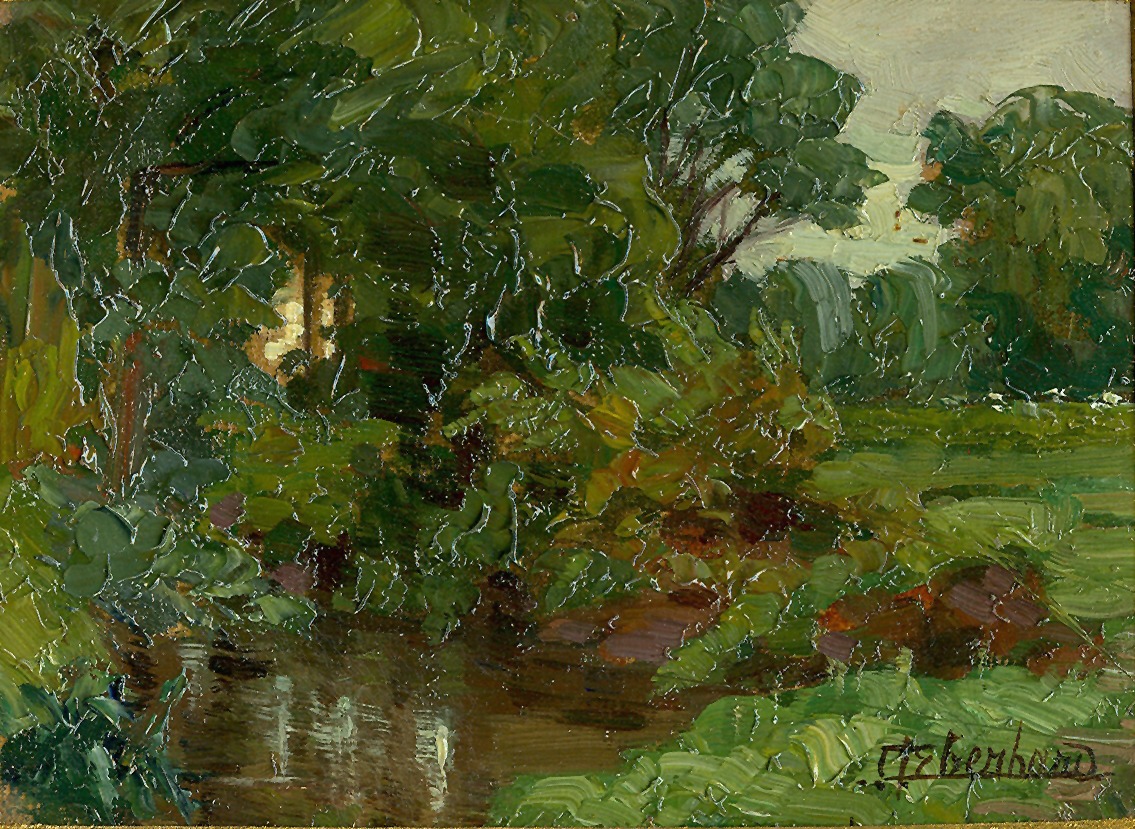
Beek met zonsondergang (1912)
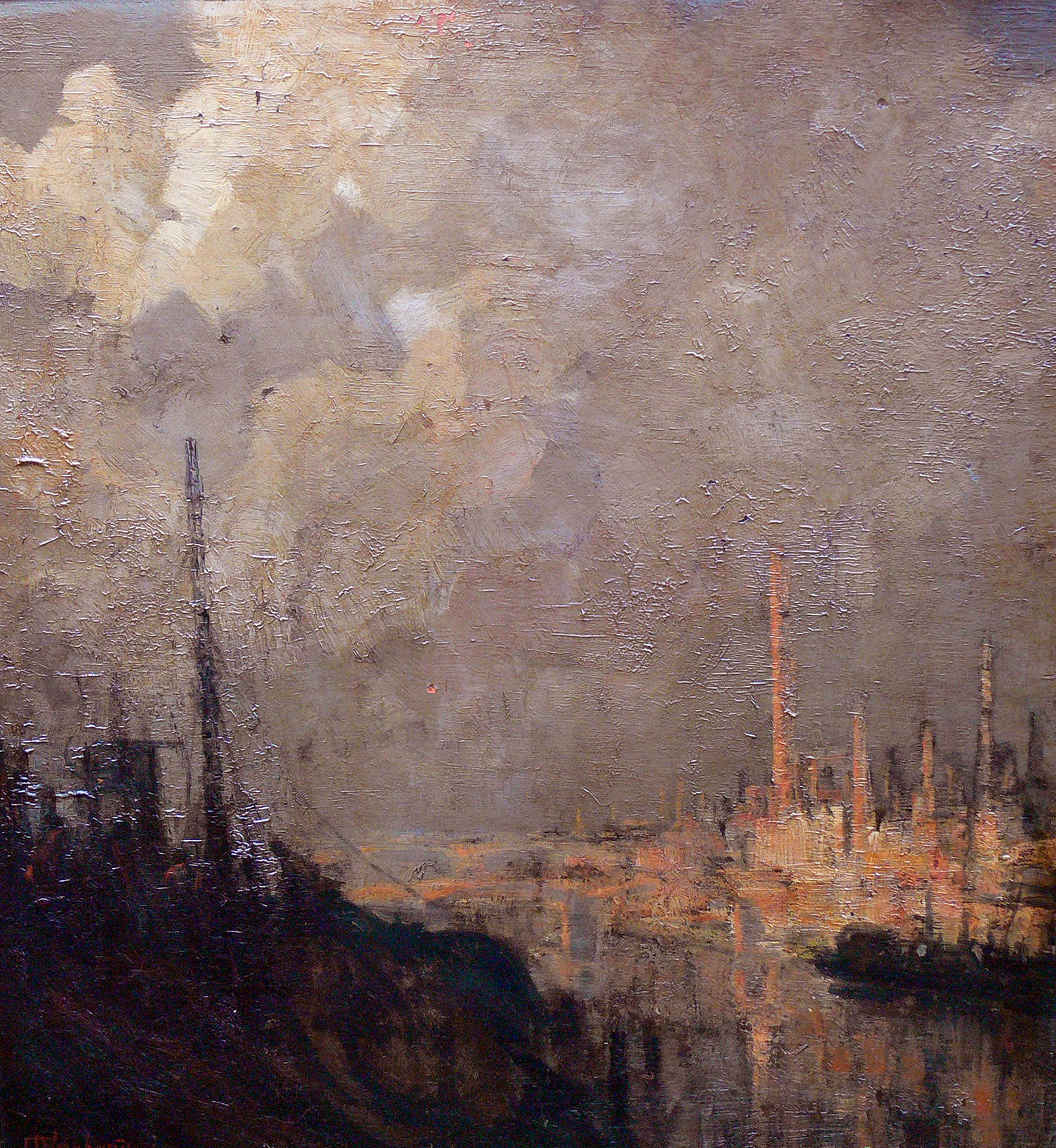
Abstract werk: Nieuwe toekomst (1913)

- Biografisch Portaal: 41392963
- RKD-Nederlands Instituut voor Kunstgeschiedenis: 25353